# Élisabeth d'Autriche (1526-1545)
Pour les articles homonymes, voir Élisabeth d'Autriche.
Élisabeth d'Autriche (9 juillet 1526 - 15 juin 1545) est une archiduchesse d'Autriche et princesse de Hongrie et de Bohême, devenue, par mariage, reine consort de Pologne et grande-duchesse consort de Lituanie.

## Biographie
Élisabeth d'Autriche nait le 9 juillet 1526, à Linz. Elle est l'aînée des quinze enfants issus du mariage de l'archiduc Ferdinand d'Autriche. Un mois et demi après la naissance de son premier enfant, celui-ci devient roi de Hongrie et de Bohême, sa femme Anne Jagellon héritant de la couronne de son frère, Louis II, mort sans descendance. Archiduchesse d'Autriche, Élisabeth est également titrée princesse de Hongrie et de Bohême.
Dès sa naissance, la petite princesse est la cible de nombreuses convoitises, puisqu'étant la nièce du maître de l'Europe, Charles Quint, empereur et roi d'Espagne. De fait, elle reçoit une éducation très complète, digne d'une future reine. Toutefois, elle souffre d'étranges crises, plus ou moins violentes, qui la rendent incontrôlable. Le temps allant, elle révèle une évidente épilepsie.
Sa maladie ne l'empêcha pas, cependant, de trouver un parti digne d'elle. En effet, en 1543, elle épouse Sigismond II Jagellon, roi de Pologne et grand-duc de Lituanie. Malheureusement, cette union ne trouve jamais l'harmonie, le roi préférant le lit de ses maîtresses à celui de son épouse, qu'il tient constamment en dehors des affaires d'État. Élisabeth, malade et désespérée, n'a pas d'enfants, et, le 15 juin 1545, meurt dans de mystérieuses circonstances à Vilnius. Elle n'avait que 19 ans. Elle est enterrée à la cathédrale de Vilnius.

## Empoisonnée?
La mort de la reine fut l'objet de nombreuses rumeurs d’empoisonnement, dont sa belle-mère, Bona Sforza, une ennemie des Habsbourg, fut accusée. Mais, aucune preuve tangible n'ayant pu être portée à l'encontre de la reine douairière de Pologne, celle-ci ne fut donc pas inquiétée.
Élisabeth est enterrée à la cathédrale de Vilnius. Son mari se remarie deux fois, avec sa maîtresse, Barbara Radziwiłł, d'abord, puis avec Catherine d'Autriche, propre sœur cadette de sa première épouse.